# Tromeo and Juliet
Tromeo and Juliet és una pel·lícula independent transgressora de comèdia negra romàntica estatunidenca del 1996 i una adaptació solta del clàssic de William Shakespeare Romeu i Julieta produïda per Troma Entertainment. La pel·lícula va ser dirigida per Lloyd Kaufman a partir d'un guió de Kaufman i James Gunn, que també va exercir com a director associat.
La pel·lícula és una adaptació lliure de l'obra, ja que inclou les quantitats extremes de sexualitat i violència característiques de Troma, així com un final revisat. El títol de la pel·lícula és una barreja de "Troma" i "Romeu i Julieta".

## Argument
| «                 | Et mataré i et follaré al mateix temps! | » |
| — Cappy a Julieta |                                         |   |

Tromeo Que és un nen blanc, fill d'un afroamericà, Monty Que, que treballa a la indústria del porno. Tromeo es passa els dies masturbant-se amb les pel·lícules porno del seu pare i va a moltes festes. Juliet Capulet és la filla jove de Cappy Capulet, un home violent que va treballar al costat de Monty Que fins que va començar una aventura amb la dona de Monty i el va expulsar de l'empresa. Això va iniciar una amarga rivalitat entre les dues famílies. Cappy vol casar la seva filla amb un carnisser, però Juliet és vegetariana i té una història d'amor amb la seva cuinera.
Tromeo i Juliet es coneixen durant una festa a casa de Capulet i s'enamoren. Després d'haver descobert la seva relació, Cappy Capulet reacciona violentament i intenta dificultar la història d'amor entre tots dos per tots els mitjans possibles. Després de molta sang i diverses morts, Tromeo i Juliet aconsegueixen matar Cappy Capulet. Però, just quan creuen que poden gaudir del seu amor, descobreixen que són germans. De fet, Monty Que confessa a Tromeo que no és el seu veritable pare. Tromeo descobreix que és fill de Cappy Capulet, per tant germà de Julieta. Independentment de tot, Tromeo i Julieta decideixen casar-se i formar una família. Al final de la pel·lícula apareix William Shakespeare, somrient de satisfacció.

## Repartimentt
| Actor               | Personatge a Tromeo and Juliet                         | Personatge a Romeo and Juliet |
| ------------------- | ------------------------------------------------------ | ----------------------------- |
| Will Keenan         | Tromeo Que                                             | Romeo Montecchi               |
| Jane Jensen         | Juliet Capulet                                         | Julieta Capuleto              |
| Maximillian Shaun   | Cappy Capulet                                          | Senyor Capuleto               |
| Valentine Miele     | Murray Martini                                         | Mercutio                      |
| Earl McKoy          | Monty Que                                              | Senyor Montecchi              |
| Stephen Blackehart  | Benny Que                                              | Benvolio                      |
| Patrick Connor      | Tyrone Capulet                                         | Tybalt                        |
| Tamara Craig Thomas | Georgie Capulet                                        | Gregori                       |
| Wendy Adams         | Ingrid Capulet                                         | Senyora Capuleto              |
| Steve Gibbons       | London Arbuckle                                        | Comte Paris                   |
| Debbie Rochon       | Ness                                                   | Minyona                       |
| Tiffany Shepis      | Peter                                                  | Servent Capuleto              |
| Flip Brown          | Father Lawrence                                        | Frare Llorenç                 |
| Gene Terinoni       | Detective Ernie Scalus                                 | Príncep Escala                |
| Jacqueline Tavarez  | Rosie                                                  | Rosalina                      |
| Garon Peterson      | Fu Chang                                               | Apotecari                     |
| Sean Gunn           | Sammy Capulet                                          | Samsó                         |
| Joe Fleishaker      | 1-900-HOT-HUNK                                         | N/D                           |
| James Gunn          | The "Found a Peanut" Father                            | N/D                           |
| Brian Fox           | Bill Shakespeare                                       | N/D                           |
| Lemmy Kilmister     | Narrador                                               | N/D                           |
| Charis Michelsen    | Persona de la persuasió femenina amb molt bona audició | N/D                           |

Lloyd Kaufman, Merle Allin i Ami James tenen cameos no parlants a la pel·lícula. Es va filmar una escena amb Ron Jeremy com un home sense sostre, però finalment es va eliminar del tall final de la pel·lícula.

## Producció
El primer esborrany de Tromeo & Juliet va aparèixer el 1992, escrita pels empleats de Kaufman i Troma Andy Deemer i Phil Rivo, escrita íntegrament en vers de Shakespeare i suposadament amb The Toxic Avenger com a personatge secundari. Els comentaris d'altres empleats de Troma i Michael Herz van ser unànimement negatius, de manera que la idea va ser descartada.
El 1995, es va fer una altra visió del concepte, aquesta vegada pel guionista novell James Gunn. unn va reescriure completament el guió, de nou en vers de Shakespeare, fent-lo més fosc i molt més obscè; a la versió original Juliet era stripper i Tromeo distribuïdor de crack. Una altra revisió, amb material addicional de Kaufman, es va elaborar en el que finalment es va convertir en la pel·lícula: el vers es va retallar i es van afegir més elements còmics.
Tromeo and Juliet es va rodar l'estiu de 1995 per 350.000 dòlars, una de les pel·lícules més cares de la història de Troma.
El director Lloyd Kaufman va dir que, en preparació per a la seva escena de sexe, va donar temps a Will Keenan i a Jane Jensen durant la preproducció per bloquejar l'escena ells mateixos. "Volia que desenvolupessin una relació molt intensa i, de fet, ho van fer. Però van decidir que en realitat no haurien de tenir relacions sexuals fora de la pantalla fins després de la pel·lícula. No recordo si ho van fer mai, però això els va donar a les escenes de pantalla junts una tensió sexual fantàstica i era una cosa en què un pervertit boig pel sexe com jo no hauria pensat mai en un milió d'anys", va dir Kaufman."

## Llançament
Tromeo & Juliet hva tenir la seva estrena mundial al Festival Internacional de Cinema de Canes el 13 de maig de 1996. A més, fou projectada al Festival Internacional de Cinema de Mar del Plata i al Fantasporto, on va guanyar el premi a la millor pel·lícula de 1997.
Tromeo es va projectar als cinemes de Nova York el 14 de febrer de 1997.El 28 de febrer de 1997 es va expandir a cinemes seleccionats als Estats Units.

## Recepció
A The New York Times, Stephen Holden va dir que "Tromeo & Juliet és una pel·lícula B a Hollywood el que Mad és per als còmics. Encara que moltes vegades més explícita del que Hollywood està permès mostrar, hi ha alguna cosa d'allò més estimulant en l'espectacle de totes les imatges bàsiques de sexe juvenil i slasher transformat en farsa." En una ressenya per a Entertainment Weekly, J.R. Taylor va donar a la pel·lícula una nota de B i va escriure: "Si bé aquesta comèdia sobre idiotes creuats d'estrelles (Jane Jensen i Will Keenan) té tot el sexe pervers i la ultraviolència que s'espera de l'estudi Troma, que va construir la seva reputació a partir de chimichangas com The Toxic Avenger, la tragèdia rosada de Shakespeare encara brilla enmig. La qual cosa és encara més increïble tenint en compte que Tromeo and Juliet canvia el final del bard i llença la majoria de les seves paraules. Algunes històries s'adapten més fàcilment que d'altres."
Daniel Rosenthal va descriure Trome and Juliet com "el nadir de la pantalla Shakespeare...[] agafa tots els personatges i incidents principals de Romeu i Julieta i els elimina sistemàticament de humanitat en una festa tediosa i horriblement actuada de mutilació i sexe softcore." Tony Howard ho va resumir com una pel·lícula "en què Juliet i la infermera tenen sexe lèsbic, Romeo es masturba, diverses parts del cos s'eliminen, el feu és entre els tsars de la pornografia rivals i mana l'incest".

## Mitjans domèstics
Tromeo & Juliet es va publicar en DVD com a complement del 0th Anniversary Collector’s Addition el 22 d'agost de 2006.

## Banda sonora
Tromeo and Juliettambé destaca per la seva banda sonora, que està composta per rock alternatiu, pop punk i música heavy metal. La banda sonora del CD es va publicar a Oglio Records el 5 de maig de 1997, and included the following tracks:
1. "Tema de Tromeo and Juliet de Willie Wisely
2. "Sacrifice" de Motörhead
3. "Pope on a Rope" de The Meatmen
4. "Sunday" de The Icons
5. "The Capulet Song (My Name Is Capulet)" de Stephen Blackehart & Valentine Miele
6. "Drink That Whiskey" de The Wesley Willis Fiasco
7. "Hyper Enough" de Superchunk
8. "La Migra (Cruza La Frontera II)" de Brujeria
9. "Gizzards, Scrapple and Tripe" de The New Duncan Imperials
10. "Mr. Superlove" d'Ass Ponys
11. "Math" de Supernova
12. "Romeo" de Sublime
13. "TV Show Theme" de Willie Wisely
14. "Monster Island" de Booterella w/ Jane Jensen
15. "Yes, We'll Gather at the River" de Willie Wisely, Sean Gunn, Valentine Miele, Patrick Connor
16. "Alleged" d'Unsane